# Trachelipus trilobatus
Trachelipus trilobatus is een pissebed uit de familie Trachelipodidae. De wetenschappelijke naam van de soort is voor het eerst geldig gepubliceerd in 1859 door Stein.